# Lebbeke

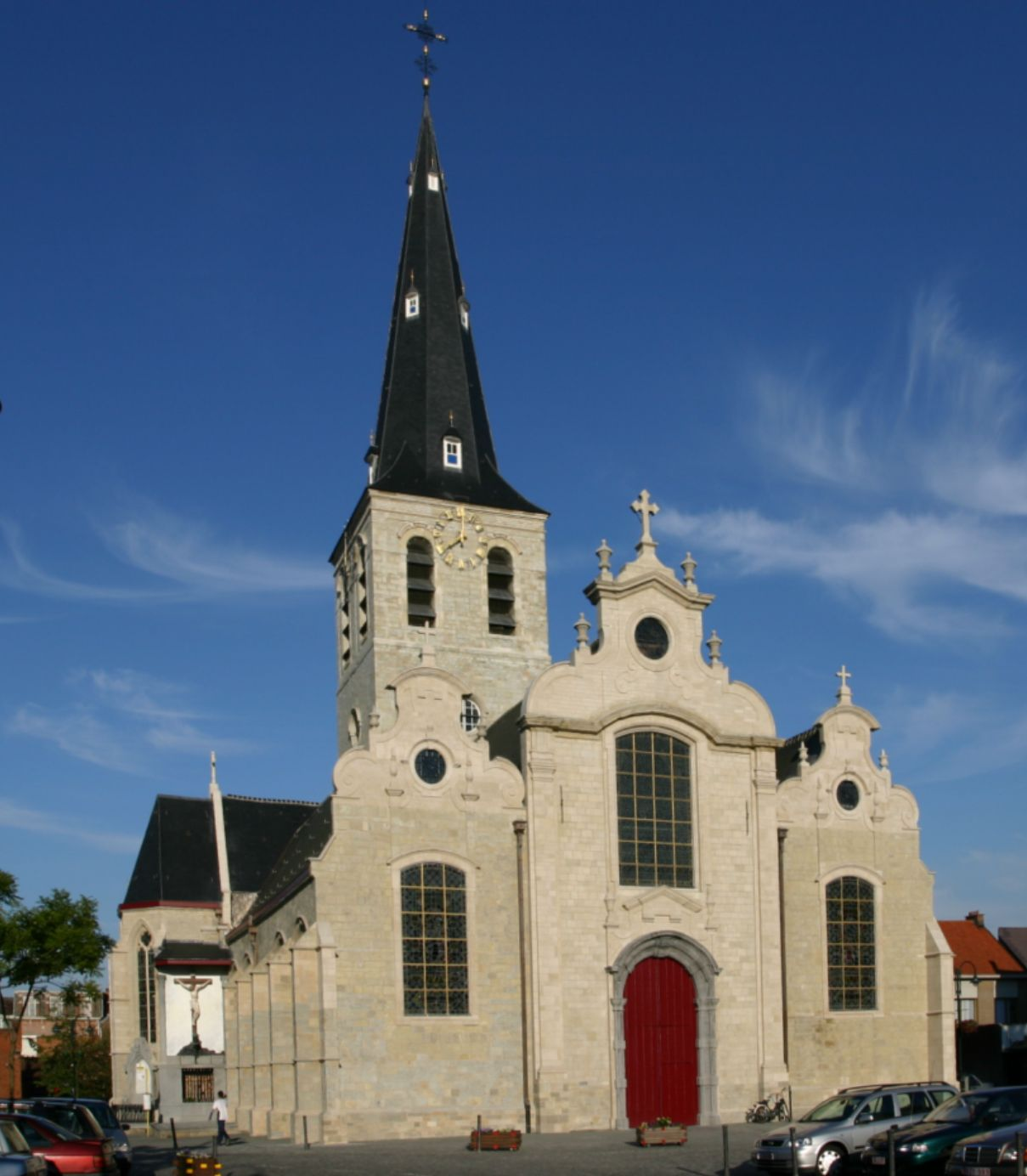
Igreja de Leebeke, de estilo barroco

Lebbeke é um município belga situado na província de Flandres Oriental. O município é constituído pelas vilas de   Denderbelle, Lebbeke e Wieze. Em 1 de Julho de 2006, o município de Leebeke tinha uma população de 17.623 habitantes, uma área de 26,92 km² correspondente a uma densidade populacional de 655  inhabitants per km². 

## Economia
Em  Wieze existe uma fábrica de chocolates da marca Chocolade Jacques da empresa Barry Callebaut.

## Habitantes famosos
- Jean-Marie Pfaff, antigo futebolista que participou em 64 jogos da Seleção Belga de Futebol, nasceu em Lebbeke. A(c)tualmente ele vive em Brasschaat.